# NGC 2813
NGC 2813 is een lensvormig sterrenstelsel in het sterrenbeeld Kreeft. Het hemelobject werd op 17 februari 1865 ontdekt door de Duitse astronoom Albert Marth.

## Synoniemen
- UGC 4916
- MCG 3-24-37
- ZWG 91,61
- 20,0206 NPM1G
- PGC 26252